# Старозагорско поле
Старозагорското поле e равнина в южна България, подобласт на Горнотракийската низина.
Старозагорското поле заема източната, широка половина на Горнотракийската низина. На запад се простира до Чирпанските възвишения, на север до склоновете на Сърнена Средна гора, на изток до Светиилийските и Манастирските възвишения и Сакар планина, а на юг до северните, хълмисти склонове на Родопите. По дългата си ос има меридионално направление с дължина около 60 км и осезаем наклон на изток-югоизток. Десните притоци на Марица и левите на Сазлийка разчленяват повърхнината му на плоски вододелни гърбища с надморска височина, която варира от 170 до 150 m. На югоизток, на допира с Харманлийския пролом на Марица височината му значително намалява и достига 80 m.
Полето е образувано през неогена и кватернера в резултат на тектонско потъване. В плиоценските езени утайки са установени големи залежи на лигнитни въглища (Маришки въглищен басейн), а в района на град Раднево – находища на гипс. В районите на реките Соколица и Овчарица могат да се наблюдават кални вулкани. В тази връзка са и студените минерални извори край Меричлери и Симеоновград.
Климатът в района е преходен между континентален и средиземноморски, който се характеризира с мека зима и топло сухо лято. Годишните валежи в района са около 550 мм. Средната януарска температура е над 0ºС.
Старозагорското поле се отводнява от левите притоци на река Марица – Текирска, Старата, Меричлерска, Мартинка, Арпадере и Сазлийка със своите притоци (леви: Азмака, Бедечка, Кумруджа, Блатница, Овчарица, Соколица и Главанска; десни: Дундарлия и Еледжик).
Почвите са плодородни, предимно чернозем-смолници и алувиално-ливадни, което благоприятства отглеждането на зърнени и технически култури, лозя, зеленчуци и овощия.
В полето са разположени 8 града – Гълъбово, Димитровград, Меричлери, Нова Загора, Раднево, Симеоновград, Стара Загора, Чирпан и няколко десетки села.
От югозапад на североизток, по цялото протежение на полето, от Чирпан до Кермен преминава участък от автомагистрала „Тракия“.
Освен това през Старозагорското поле преминават и участъци от 13 пътя от Държавната пътна мрежа: 2 първокласни с №№ 5 и 8; 3 второкласни с №№ 55, 57, 66 и 8 третокласни с №№ 503, 506, 554, 555, 608, 662, 663 и 807.
През полето преминават и участъци трасетата на 4 жп линии на БДЖ: Пловдив – Свиленград, Пловдив – Стара Загора – Бургас, Стара Загора – Димитровград и Нова Загора – Симеоновград.

## Топографска карта
- Лист от карта K-35-52. Мащаб: 1 : 100 000.
- Лист от карта K-35-53. Мащаб: 1 : 100 000.
- Лист от карта K-35-63. Мащаб: 1 : 100 000.
- Лист от карта K-35-64. Мащаб: 1 : 100 000.
- Лист от карта K-35-65. Мащаб: 1 : 100 000.